# Saidou Idrissa
Saidou Idrissa (né le 24 décembre 1985) est un joueur de football professionnel nigérien évoluant au poste d'attaquant au Rail Club du Kadiogo.

## Palmarès

### Joueur
- Champion du Niger : 2005 et 2006 avec AS FNIS.
- Finaliste de la Coupe du Niger : 2006 avec AS FNIS.
- Finaliste de la Coupe de Belgique : 2008 avec KAA Gent.